# Dunolly
Dunolly is een plaats in de Australische deelstaat Victoria en telt 969 inwoners (2006).
Even buiten Dunolly vonden twee mijnwerkers in 1869 de grootste goudklomp uit de geschiedenis: 72 kilo. Hij moest zelfs in drie stukken worden gehakt om te kunnen worden gewogen. Een replica is te zien in het plaatselijk museum.